# الموقع الأسود (فلم)
الموقع الأسود (بالإنجليزية: Black Site) هو فيلم أكشن إثارة أمريكي من بطولة جيسون كلارك، ميشيل موناغان، جاي كورتني وبالافي شاردا. صدر الفيلم في 3 مايو 2022.

## روابط خارجية
الموقع الأسود على موقع IMDb (الإنجليزية)
- الموقع الأسود على موقع روتن توميتوز (الإنجليزية)
- الموقع الأسود على موقع قاعدة بيانات الفيلم (الإنجليزية)
- الموقع الأسود على موقع ليتربوكسد (الإنجليزية)